# Sophie Skelton
Sophie Alexandra Skelton (født 7. marts 1994) er en engelsk skuespillerinde, som er bedst kendt for sin rolle som Brianna Fraser i Starz' dramaserie Outlander.

## Biografi
Skelton blev født og opvoksede i Woodford, Greater Manchester, som datter af legetøjsopfindere. Hun begyndte til dans som 3-årig, hvilket førte til balletundervisning på Royal Academy, før hendes fokus skiftede til musical, teater og sceneproduktioner Hendes første professionelle tv-rolle var i to afsnit af sæson to af det britiske krimidrama DCI Banks (2012), som skoleeleven Becca Smith.
Skelton gik på Stockport Grammar School, og tog sin A Levels-eksamen i 2012. Planen var at hun skulle læse engelsk litteratur på King's College London det efterfølgende år, men hun endte med at takke nej til studiet for at forfølge sine skuespilsdrømme.
I 2013 havde Skelton en gæsteoptræden som Esme Vasquez-Jones i sæson et af CBBC's prisvindende børnedrama The Dumping Ground. Samme år spillede hun Nikki Bostons (Heather Peace) fremmedgjorte datter Eve i niende sæson af BBC One's skolebaserede dramaserie, Waterloo Road, og som Yasmin Carish i 13. sæson af den lange læge-serie Doctors.
I overgangen til film var Skeltons første rolle i 2014 i The War I Knew. Hun spiller her Margaret i instruktør Ian Vernons fortælling om en faldskærmssoldat der under 2. verdenskrig forsvinder bag fjendens linjer.
I 2015 vendte Skelton tilbage til tv, da hun igen medvirkede i BBC-serie Doctors, hvor hun spillede Ellen Singleton i 16. sæson i afsnittet "Revenge". Som det næste medvirkede hun i et afsnit af niende sæson af ITV's 2. verdenskrigs- og efterkrigs-drama Foyle's War. Senere samme år medvirkede Skelton i 12 afsnit som Sofia Matthews i So Awkward, CBBC's sitcom om tre socialt akavede skolevenner, samt i to afsnit som Gemma Holt i BBC One's medicinske drama Casualty.
Skeltons første hovedrolle var i Charlotte Stente Nielsens fantasy-horror kortfilm fra 2016, Blackbird. Hendes gennembrudsrolle var i den britiske fantasy action-adventure serie Ren: The Girl with the Mark, som udkom senere det år. Hun vandt prisen Best Lead Actress ved Hyperdrive Sci-Fi and Fantasy Film Festival for sin rolle i serien. I 2016 blev Skelton valgt til rollen som Brianna Randall Fraser i Starz' hit-serie Outlander. Rollen, som var overfor skotske Richard Rankin som Roger Mackenzie, var tilbagevendende og blev fra sæson 4 en fast rolle gennem fortællingen baseret Diana Gabaldons bogserie af samme navn.
I 2017 spillede Skelton Jess i Christopher Menuals film Another Mother's Son, en sand historie om Louisa Gould, en enke der boede i det nazi-besatte Jersey under 2. verdenskrig. Efterfølgende medvirkede hun overfor Nicolas Cage i bankrøveri-filmen #211 (2018), som er baseret på den virkelige "Battle of North Hollywood" i 1997, samt i Day of the Dead: Bloodline (2018), en remake af George Romeros zombiefilm fra 1985.

## Filmografi

### Film
| År   | Titel                      | Rolle        | Noter    |
| ---- | -------------------------- | ------------ | -------- |
| 2014 | The War I Knew             | Margaret     |          |
| 2016 | Blackbird                  | Rose         | Kortfilm |
| 2017 | Another Mother's Son       | Jess         |          |
| 2018 | 211                        | Lisa MacAvoy |          |
| 2018 | Day of the Dead: Bloodline | Zoe Parker   |          |

### Tv
| År           | Titel                       | Karakter                        | Produktion | Noter                            |
| ------------ | --------------------------- | ------------------------------- | ---------- | -------------------------------- |
| 2012         | DCI Banks                   | Becca Smith                     | ITV        | 2 episodes                       |
| 2013         | The Dumping Ground          | Esme Vasquez-Jones              | CBBC       | Afsnit: "Esme"                   |
| 2013−14      | Waterloo Road               | Eve Boston                      | BBC One    | 2 afsnit                         |
| 2013/2015    | Doctors                     | Yasmin Carish / Ellen Singleton | BBC        | 2 afsnit                         |
| 2015         | Foyle's War                 | Student Jane                    | ITV        | Afsnit: "Trespass"               |
| 2015         | So Awkward                  | Sofia Matthews                  | CBBC       | Tilbagevendende rolle, 12 afsnit |
| 2015         | Casualty                    | Gemma Holt                      | BBC One    | 2 afsnit                         |
| 2016         | Ren: The Girl with the Mark | Ren                             | Online     | Fast rolle, 5 afsnit             |
| 2016–present | Outlander                   | Brianna Randall                 | STARZ      | Fast rolle, 27 afsnit            |

## Priser og nomineringer
| År   | Pris                          | Kategori                              | Rolle     | Resultat         |
| ---- | ----------------------------- | ------------------------------------- | --------- | ---------------- |
| 2016 | Hyperdrive Festival Award     | Best Leading Actress                  | Ren       | Vundet           |
| 2016 | Jury Award                    | Best Actress                          | Ren       | Nomineret        |
| 2016 | International Online Web Fest | Best Actress                          | Ren       | Nomineret        |
| 2019 | Saturn Awards                 | Best Supporting Actress on Television | Outlander | Nomineret        |
| 2021 | Saturn Awards                 | Best Supporting Actress on Television | Outlander | Skabelon:Pending |